# Liste der Monuments historiques in Coulommes-la-Montagne
Die Liste der Monuments historiques in Coulommes-la-Montagne führt die Monuments historiques in der französischen Gemeinde Coulommes-la-Montagne auf.

## Liste der Immobilien
| Bezeichnung    | Beschreibung            | Standort               | Kennzeichnung | Schutzstatus | Datum | Bild           |
| -------------- | ----------------------- | ---------------------- | ------------- | ------------ | ----- | -------------- |
| Kirche St-Remi | aus dem 12. Jahrhundert | Rue de l’Église (Lage) | PA00078677    | Classé       | 1920  | weitere Bilder |

## Liste der Objekte
| Bezeichnung                        | Beschreibung                                            | Standort                     | Kennzeichnung | Schutzstatus    | Datum  | Bild |
| ---------------------------------- | ------------------------------------------------------- | ---------------------------- | ------------- | --------------- | ------ | ---- |
| Skulptur Heiliger Remigius         | Stein, 16. Jahrhundert                                  | in der Kirche St-Remi (Lage) | PM51000322    | Classé          | 1908   |      |
| Skulptur Mondsichelmadonna         | Stein, farbig gefasst, 16. Jahrhundert                  | in der Kirche St-Remi (Lage) | PM51000319    | Classé          | 1908   |      |
| Skulptur Heiliger Nikolaus         | Stein, 16. Jahrhundert                                  | in der Kirche St-Remi (Lage) | PM51000321    | Classé          | 1908   |      |
| Relief Heiliger Vinzenz            | Stein, Gips, farbig gefasst, 17. Jahrhundert            | in der Kirche St-Remi (Lage) | PM51001878    | Inscrit         | 1990   |      |
| Skulptur Erzengel Michael          | Stein, farbig gefasst, 16. Jahrhundert                  | in der Kirche St-Remi (Lage) | PM51000320    | Classé          | 1908   |      |
| Grabdenkmal                        | Stein, bezeichnet 1529                                  | in der Kirche St-Remi (Lage) | PM51000323    | Classé          | 1908   |      |
| Skulptur einer Äbtissin            | Stein, farbig gefasst, 16. Jahrhundert                  | in der Kirche St-Remi (Lage) | PM51001877    | Inscrit         | 1990   |      |
| Skulptur Sitzende Madonna mit Kind | Stein, 15. Jahrhundert                                  | in der Kirche St-Remi (Lage) | PM51000318    | Classé          | 1908   |      |
| Skulptur Anna selbdritt            | Stein, farbig gefasst, 16. Jahrhundert                  | in der Kirche St-Remi (Lage) | PM51000324    | Classé          | 1959   |      |
| Kirchenfenster                     | bezeichnet 1558; während des Ersten Weltkriegs zerstört | in der Kirche St-Remi (Lage) | PM51001491    | Classé gelöscht | ? 1942 |      |
| Skulptur Heiliger Vinzenz          | Holz, farbig gefasst, 17. Jahrhundert                   | in der Kirche St-Remi (Lage) | PM51001879    | Inscrit         | 1990   |      |